# Односоставные предложения
Односоставное (однокомпонентное) предложение — предложение, имеющее только один главный член (либо подлежащее, либо сказуемое).

## История
Синтаксисты выделяют два этапа функционального развития односоставных предложений по данным памятников древнерусской письменности:
1. до XVII века личные односоставные конструкции синонимичны либо вариантны двусоставным, но несут тенденцию к обезличиваанию.
2. начиная с XVII века односоставные конструкции теряют двусоставную альтернативу и начинают разделяться по степени реализации личного либо конкретного начала. В результате в русском языке выделяются односоставные предложения, которые делятся на личные и безличные, выражая разную степень объективации.

## Типы односоставных предложений
Выделяют именные и глагольные односоставные предложения. Именные могут делиться на номинативные, генетивные и вокативные (обращения), глагольные на определенно-, неопределенно- и обобщенно-личные, безличные и инфинитивые. Вокативный и обобщенно-личный типы не являются общепризнанными по причине совпадения грамматической формы главного члена с другими выделяемыми типами.
Различают пять типов односоставных предложений: назывное, определённо-личное, неопределённо-личное, обобщённо-личное, безличное.
| Тип односоставного предложения   | Описание | Примеры                                                                                      |
| -------------------------------- | --- | -------------------------------------------------------------------------------------------- |
| Назывное предложение             | Главный член — подлежащее. Выражено существительным именительного падежа. | Утро. Жара. Зима.                                                                            |
| Определённо-личное предложение   | Главный член — сказуемое. Деятель не назван, но мыслится как определённое лицо. Сказуемое — глагол 1-го и 2-го лица единств. и множеств. числа изъявительного и повелительного наклонения… | Желаю тебе счастья!                                                                          |
| Неопределённо-личное предложение | Главный член — сказуемое. Деятель не назван и мыслится как неопределенное лицо. Сказуемое — глагол 3-го лица множественного числа настоящего, прошедшего или будущего времени. | Утром принесли почту. Почту несут. Завтра принесут почту.                                    |
| Обобщённо-личное предложение     | Главный член — сказуемое. Деятель не назван и мыслится как обобщенный образ. Сказуемое — глагол 2-го лица единственного и множественного числа настоящего или будущего времени или глагол повелительного наклонения. | С ним каши не сваришь.                                                                       |
| Безличное предложение            | Главный член — сказуемое. Действие и состояние не создаются деятелем. Сказуемое: 1. глагол 3-го лица единственного числа; 2. безличный глагол; 3. личный глагол в безличном значении; 4. инфинитив; 5. неизменяемая глагольная форма частицы «нет»; 6. причастие; 7. слово категории состояния. Подлежащее не подразумевается. | Вечереет. Не спится. Городу быть! Больше арбуза ягоды нет. Уж послано в погоню. В лесу тихо. |